# Крупноцветна абелија
Крупноцветна абелија, хибридна абелија (Linnaea × grandiflora) припадала је роду који је добио назив у част др. Абела (Clarke Abel, 1780-1826), лекара и природњака, који је сакупљао семе и биљке у склопу британске експедиције у Кину 1817. године. Молекуларним филогенетским истраживањима и на предлог  холандског ботаничара Кристенхуза (Maarten Christenhusz) род  Abelia сврстан је у род Linnaea 2013. године. Овај монотипски род је добио назив по омиљеној биљци Карла Линеа Linnaea borealis L. односно по његовом имену.  Он је назив прихватио и биљку под овим именом описао у Species Plantarum 1753; епитет врсте значи крупноцветан. Многи народни називи још увек су везани за ранији назив рода, па је тако и на српском назив за ову биљку абелија.

## Опис врсте
Абелија је заобљен, благо полегли листопадни жбун са лучним повијеним гранама 60-120 cm висок, исто толико и широк. 
Глатки, сјајни, јајасти листови са кратким петељкама, неправилно, плитко, ретко назубљени, дуги 3 cm; тамнозелени попримају љубичастобронзану боју у јесен. 
Бели или бледо ружичасти, звонасти цветови су у гроздовима дуги до 2 cm; формирају се у пазусима горњих листова и на врховима изданака током дугог и континуираног периода цветања од касног пролећа до јесени. Чашична цев уска, угласта са 5-линеарних листића, остаје после опадања крунице. Круница цевасто звонаста, са 5 заобљених режњева. Прашника 4, у паровима. Плодник тро- или четвороок, са једним семеним заметком у сваком окцу. Стубић кончаст, жиг главичаст. Цветови су мирисни.
Плод рода Linnaea је сув - ахенија са чашичним листићима, али крупноцветна абелија као синтетисана, хибридна врста изузетно ретко плодоноси.

## Ареал
Linnaea × grandiflora је хортикултурни хибрид настао укрштањем L. chinensis (R.Br.) A.Braun et Vatke × L. uniflora (R.Br.) A.Br. et Vatke па нема природни ареал. Постоји само као гајена врста настала 1886. у расаднику Rovelli, у граду Вербанија на обалама језера Мађоре у Италији. 

## Биоеколошке карактеристике
Добро расте на влажним, органски богатим, добро дренираним земљиштима осунчаним или делимично засењеним. Најобилније цвета на пуном сунцу. У топлијим климатима је полузимзелена, али код нас углавном листопадна па чак и надземни део може потпуно да измрзне при јачим зимама. Знатнија оштећења летораста јављају се испод -18оC. 
Цвета на овогодишњим леторастима, па се може по потреби орезивати пре кретања вегетације тако да се уклоне измрзле гране, а старији изданци до земље или до 1/3. Ако страда комлетан надземни део обнавља се и жбун цвета те године. Нема озбиљних проблема са инсектима или болестима. 

## Значај
У хортикултури и пејзажној архитектури налази примену у солитерној садњи, у групама  као и у масивима због дугог цветања и атрактивног јесењег колорита, као и због лаког одржавања. Такође је ефикасна као неформирана жива ограда (биљке губе привлачан изглед ако се обрезују или крешу у формиране живе ограде). Масиви абелије су добри на падинама или обалама где поред украсне функције имају и у контроли ерозије.

## Размножавање
У пракси хибридна абелија размножава се искључиво резницама стабла. Користе се зелене и полузреле од маја до септембра, као и зреле резнице током зиме. Супстрат за ожиљавање чине тресет и песак у односу 3:1 или 2:1, ређе тресет песак и земља. Пре побадања третирају се са 0,4-1% прашкастом IBA (зреле резнице јачом концентрацијом) без озлеђивања. Побадају се у хладне леје са засеном или у пластичне тунеле на отвореном са млечнобелом фолијом која пропушта 50% светлости. Успех ожиљавања 85-100%, код зрелих резница нижи. 

## Култивари
Постоји неколико унутарврсних таксона укључујући оне са компактнијим хабитусом, тамнијим ружичастим цветовима и панашираним листовима. Најчешћи су 'Dwarf Purple', 'Kaleidoscope', 'Confetti', 'Edward Goucher', 'Conti', 'Rose Creek', 'Frances Mason', 'Little Richard', 'Mardi Gras', 'Sherwoodii', 'Hopleys'... 